# Promachus ceylanicus
Promachus ceylanicus là một loài ruồi trong họ Asilidae. Promachus ceylanicus được Macquart miêu tả năm 1838. Loài này phân bố ở miền Ấn Độ - Mã Lai.